# Justice Majabvi
Justice Majabvi (* 26. März 1984 in Kwekwe) ist ein ehemaliger simbabwischer Fußballspieler auf der Position eines zentralen Mittelfeldspielers. Heute ist er als Spielerberater in seiner Heimat Simbabwe aktiv.

## Karriere

### Vereinskarriere
Majabvi begann seine Karriere in seiner Heimat beim Lancashire Steel FC in der Zimbabwe Premier Soccer League. Später kam er zum Dynamos FC, für den er ebenfalls in der höchsten simbabwischen Spielklasse zum Einsatz kam. Im Jahr 2009 bekam er ein Angebot aus Österreich vom dortigen Bundesligisten LASK Linz. Seit Ende Januar 2009 steht Majabvi im offiziellen Kader der Linzer. Am 1. März 2009 feierte er sein Debüt in der höchsten österreichischen Spielklasse, als er bei der 3:0-Heimniederlage gegen den FC Red Bull Salzburg in der 75. Spielminute für Thomas Piermayr eingewechselt wurde. Bei seinem zweiten Einsatz im Nachtragsspiel gegen den SCR Altach, das in einem 1:1-Remis endete, spielte er die gesamte Spieldauer durch.
In der Saison 2009/10 zählt er unter dem neuen Trainer Matthias Hamann zur Stammformation und bestritt bisher alle Spiele über die volle Distanz. In der 6. Runde am 30. August 2009 erzielte Majabvi gegen den SC Magna Wiener Neustadt den Treffer zum 2:1 und damit sein erstes Bundesligator für LASK Linz. 2010/11 stieg er mit den Athtletikern in die zweithöchste österreichische Spielklasse ab. Daraufhin verlängerte er seinen Vertrag nicht und wechselte nach Vietnam. Am 20. Oktober 2012 wurde er in Simbabwe zusammen mit 16 anderen Spielern für 10 Jahre wegen Spielemanipulation gesperrt.
Seit 2020 arbeitet er als Spielerberater für die deutsche Agentur WSM Marketing & Management. Dort ist er für das Scouting, Betreuung und Vermittlung von afrikanischen Spielern verantwortlich.

### International
Majabvi war seit 2006 Nationalspieler seines Heimatlandes Simbabwe. Für die Nationalmannschaft kam er bis 2011 12 Einsätzen, in denen er ein Tor erzielte.